# Brigitte Keppler
Brigitte Keppler (* 17. März 1919 in Berlin) ist eine deutsche Schauspielerin.

## Leben
Keppler ist die Tochter des Schauspielers Ernst Keppler, der zunächst am Preußischen Staatstheater in Berlin engagiert war, nach der Machtergreifung Hitlers aber ins RMVP wechselte und Kulturfunktionär in der Theaterabteilung wurde.
Sie erlernte ihren Beruf an der Schauspielanstalt für Bühnennachwuchs von Lilly Ackermann in Berlin. Gefördert wurde sie vom Reichsdramaturgen Rainer Schlösser. 1940 gab sie als „Hermione“ in einer Inszenierung von Hans Jüngsts Achill unter den Weibern am Theater Kiel ihr Bühnendebüt. Dort erhielt sie bis 1942 ebenfalls ihr erstes Engagement. Es folgten Bühnenstationen von 1942 bis 1944 am Deutschen Theater Lilli, von 1945 bis 1949 am Deutschen Nationaltheater in Weimar, von 1949 bis 1955 am Deutschen Theater Berlin sowie am Stadttheater Basel.
Bereits früh spielte sie im Fach der Charakterspielerin. Keppler verkörperte die „Natalie“ in Heinrich von Kleists Prinz von Homburg 1941 in Kiel, die „Klara“ in Friedrich Hebbels Maria Magdalene 1945 in Weimar, die Titelrolle in Gerhart Hauptmanns Rose Bernd 1946 in Weimar, die „Hanne Schäl“ in Hauptmanns Fuhrmann Henschel 1948 in Weimar, die „Pauline Piperkarcka“ in Hauptmanns Ratten 1948 in Weimar, die „Marie“ in Shakespeares Was ihr wollt 1950/51 am DT Berlin und die Hexe in Goethes Faust 1955 am DT Berlin.
Daneben trat sie vereinzelt in Filmproduktionen auf, so beispielsweise in Slatan Dudows Drama Stärker als die Nacht. Für die DEFA wirkte sie auch als Synchronsprecherin bei verschiedenen Produktionen in Berlin mit.

## Filmografie (Auswahl)
- 1954: Stärker als die Nacht

## Theater
- 1950: Nikolai Gogol: Der Revisor – Regie: Wolfgang Langhoff (Deutsches Theater Berlin)
- 1951: Alfred Kantorowicz: Die Verbündeten – Regie: Wolfgang Heinz (Deutsches Theater Berlin – Kammerspiele)
- 1951: Juri Burjakowski: Julius Fucik – Regie: Wolfgang Langhoff (Deutsches Theater Berlin)